# Френ-л'Аршевек
Френ-л'Аршеве́к (фр. Fresne-l'Archevêque) — колишній муніципалітет у Франції, у регіоні Нормандія, департамент Ер. Населення — 552 осіб (2011).
Муніципалітет був розташований на відстані близько 85 км на північний захід від Парижа, 28 км на південний схід від Руана, 36 км на північний схід від Евре.

## Історія
До 2015 року муніципалітет перебував у складі регіону Верхня Нормандія. Від 1 січня 2016 року належав до нового об'єднаного регіону Нормандія.
1 січня 2019 року Френ-л'Аршевек, Буазмон i Корні було об'єднано в новий муніципалітет Френель-ан-Вексен.

## Демографія
Динаміка населення (INSEE ):
Розподіл населення за віком та статтю (2006):
| Стать | Всього | До 15 років | 15-24 | 25-44 | 45-64 | 65-85 | Понад 85 |
| --- | ------ | ----------- | ----- | ----- | ----- | ----- | -------- |
| Чоловіки | 213    | 44          | 8     | 77    | 72    | 12    | 0        |
| Жінки | 257    | 68          | 20    | 69    | 64    | 32    | 4        |
| \| Статево-вікова піраміда \| Статево-вікова піраміда \| Статево-вікова піраміда \| \| ----------------------- \| ----------------------- \| ----------------------- \| \| Чоловіки \| Вік \| Жінки \| \| 0 \| 85 + \| 4 \| \| 0 \| 80-84 \| 4 \| \| 8 \| 75-79 \| 16 \| \| 4 \| 70-74 \| 8 \| \| 0 \| 65-69 \| 4 \| \| 8 \| 60-64 \| 4 \| \| 32 \| 55-59 \| 16 \| \| 20 \| 50-54 \| 28 \| \| 12 \| 45-49 \| 16 \| \| 21 \| 40-44 \| 20 \| \| 24 \| 35-39 \| 13 \| \| 24 \| 30-34 \| 28 \| \| 8 \| 25-29 \| 8 \| \| 0 \| 20-24 \| 8 \| \| 8 \| 15-20 \| 12 \| \| 20 \| 10-14 \| 12 \| \| 16 \| 5-9 \| 32 \| \| 8 \| 0-4 \| 24 \| |        |             |       |       |       |       |          |
| Статево-вікова піраміда |        |             |       |       |       |       |          |
| Чоловіки | Вік    | Жінки       |       |       |       |       |          |
| 0 | 85 +   | 4           |       |       |       |       |          |
| 0 | 80-84  | 4           |       |       |       |       |          |
| 8 | 75-79  | 16          |       |       |       |       |          |
| 4 | 70-74  | 8           |       |       |       |       |          |
| 0 | 65-69  | 4           |       |       |       |       |          |
| 8 | 60-64  | 4           |       |       |       |       |          |
| 32 | 55-59  | 16          |       |       |       |       |          |
| 20 | 50-54  | 28          |       |       |       |       |          |
| 12 | 45-49  | 16          |       |       |       |       |          |
| 21 | 40-44  | 20          |       |       |       |       |          |
| 24 | 35-39  | 13          |       |       |       |       |          |
| 24 | 30-34  | 28          |       |       |       |       |          |
| 8 | 25-29  | 8           |       |       |       |       |          |
| 0 | 20-24  | 8           |       |       |       |       |          |
| 8 | 15-20  | 12          |       |       |       |       |          |
| 20 | 10-14  | 12          |       |       |       |       |          |
| 16 | 5-9    | 32          |       |       |       |       |          |
| 8 | 0-4    | 24          |       |       |       |       |          |

## Економіка
2010 року серед 337 осіб працездатного віку (15—64 років) 261 була активною, 76 — неактивними (показник активності 77,4%, у 1999 році було 73,1%). З 261 активної мешканців працювало 240 осіб (123 чоловіки та 117 жінок), безробітними було 21 (9 чоловіків та 12 жінок). Серед 76 неактивних 21 особа була учнем чи студентом, 36 — пенсіонерами, 19 були неактивними з інших причин.

У 2010 році в муніципалітеті числилось 201 оподатковане домогосподарство, у яких проживали 563,5 особи, медіана доходів виносила 18 783 євро на одного особоспоживача